# The White Stripes (album)
The White Stripes è l'album di debutto del gruppo musicale rock statunitense The White Stripes, pubblicato nel 1999.
L'album è dedicato al chitarrista blues Son House.

## Tracce
Testi e musiche di The White Stripes, eccetto dove indicato diversamente.
1. Jimmy the Exploder – 2:29
2. Stop Breaking Down – 2:20 (Robert Johnson)
3. The Big Three Killed My Baby – 2:29
4. Suzy Lee – 3:21
5. Sugar Never Tasted So Good – 2:54
6. Wasting My Time – 2:13
7. Cannon – 2:30
8. Astro – 2:42
9. Broken Bricks – 1:51 (The White Stripes - Stephen Gillis)
10. When I Hear My Name – 1:54
11. Do – 3:05
12. Screwdriver – 3:14
13. One More Cup of Coffee – 3:13 (Bob Dylan)
14. Little People – 2:22
15. Slicker Drips – 1:30
16. St. James Infirmary Blues – 2:24 (Joe Primrose - tradizionale)
17. I Fought Piranhas – 3:07

Durata totale: 43:38